# Giornata internazionale delle ostetriche
La giornata internazionale delle ostetriche venne celebrata per la prima volta il 5 maggio 1991, e da allora è stata osservata in più di 50 nazioni in tutto il mondo.
La giornata è stata ideata dalla Confederazione Internazionale delle Ostetriche durante la conferenza olandese del 1987.